# The Sorrowful Shore
The Sorrowful Shore er en amerikansk stumfilm fra 1913 af D. W. Griffith.

## Medvirkende
- Harry Carey
- Christy Cabanne
- Olive Carey
- Robert Harron